# HD 208487
HD 208487は、つる座の方向にある7等星の恒星である。周囲を公転する太陽系外惑星が発見されている。

## 概要
太陽と同じG型主系列星（黄色の主系列星）で、質量は太陽の1.14倍、半径は太陽の1.19倍大きく、太陽に比べてやや若い。ガイア計画で観測された年周視差によると地球から約147光年の位置にある。
2004年に、アングロ・オーストラリアン惑星探査 (AAPS) の視線速度法を用いた探索によって太陽系外惑星HD 208487 bが発見された。2005年には、カナダブリティッシュ・コロンビア大学のPhilip C. Gregoryがマルコフ連鎖モンテカルロ法を用いた分析によって公転周期が998日で、下限質量が木星の0.46倍である2つ目の惑星を発見したと報告したが、後にこの分析結果は恒星活動によるものである可能性が高いと結論づけられている。
| 名称 （恒星に近い順） | 質量            | 軌道長半径 （天文単位） | 公転周期 (日) | 軌道離心率  | 軌道傾斜角 | 半径 |
| --------------------- | --------------- | ----------------------- | ------------- | ----------- | ---------- | ---- |
| b (Mintome)           | 0.413 ± 0.05 MJ | 0.51 ± 0.02             | 129.8 ± 0.4   | 0.21 ± 0.09 | —          | —    |

## 名称
2019年、世界中の全ての国または地域に1つの系外惑星系を命名する機会を提供する「IAU100 Name ExoWorldsプロジェクト」において、HD 208487 と HD 208487 b はガボン共和国に割り当てられる系外惑星系となった。このプロジェクトは、「国際天文学連合100周年事業」の一環として計画されたイベントの1つで、ガボン国内での選考、国際天文学連合 (IAU) への提案を経て太陽系外惑星とその主星に固有名が承認されるものであった。2019年12月17日、IAUから最終結果が公表され、HD 208487はItonda、HD 208487 bはMintomeと命名された。これらの名称はガボン国内で話されている言語で美と統一の俗語に関連する用語や場所にちなんでおり、Itondaはミエネ語で美しいもの全てに対応する言葉、Mintomeはファン語で勇敢な男性達が住む神話上の土地を意味する言葉である。